# Glažuta
Glažuta je nekdanji preprost obrat za proizvodnjo stekla, postavljen na gozdnem območju in kurjen z drvmi. Na slovenskih tleh so bile pogoste glažute na Pohorju.

## Izvor besede
Beseda glažuta je na Slovenskem v uporabi od 19. stoletja. Prevzeta je iz severnonemške besede  glashütte (v pomenu steklarna), kar je zloženka iz severnonemških besed glas (steklo) in hütte (koča).

## Zgodovina glažut na Slovenskem
Žička kartuzija je že pred letom 1672 ustanovila najstarejšo glažuto na slovenskem, ki je delovala ob potoku Žičnica, verjetno v Špitaliču, drugo pa okoli 1700 do 1764 pri Leskovcu, na severnem pobočju Konjiške gore , saj se je odprla možnost prodaje steklenic  v Rogaško Slatino.
Prve glažute so tako nastale koncem 17. stoletja, večina pa v obdobju od srede 18. do srede 19. stoletja, le izjemoma so nastajale tudi pozneje, ko so v tovarnah stekla že prešli na tehnično naprednejši proizvodni postopek in na kurjenje s premogom.
Glažute so ustanavljali gozdni veleposestniki, da bi donosno izkoristili les, in podjetniki, ki so si s pogodbami zagotovili v veleposestniških gozdovih drva za potrebe glažute. Obrate so postavljali sredi gozdov ali v njihovi bližini, tako da so lahko obratovali s čim manjšimi stroški. Glažute so bile postavljene največkrat daleč stran od naseljenih krajev, zato so bile poleg njih zgrajene tudi stanovanjske zgradbe za delavce in njihove družine. Kadar so glažute zaradi pomanjkanja lesa opustili oziroma preselili, je dostikrat zamrlo tudi steklarsko naselje.
Glažute so obratovale različno dolgo, pogosto komaj eno ali dve desetletji; le nekatere na Pohorju so bile stare okoli 100 let (Areh, Rakovec v bližini Vitanja, Josipdol). V Sloveniji je največ glažut obratovalo na Pohorju, po podatkih jih je bilo tu 15, na drugih področjih Štajerske okoli 8, na Kranjskem 5, na Goriškem vsaj 2, od katerih je ena večkrat menjala kraj.
V Krajevnem leksikonu Slovenije je najti 9 zaselkov z imeni Glažuta oziroma Nova Glažuta.

## Proizvodnja
Glažute so bile različne tako po obsegu proizvodnje kot tudi po številu zaposlenih. Manjše so imele le eno talilno peč s štirimi lonci in so pri njej delali štirje steklarji s pomočniki. Večji obrati so imeli talilne peči z osmimi ali devetimi talilnimi lonci, v nekaterih pa sta delali celo dve veliki peči.
V začetku so glažute izdelovale navadno steklenino za vsakdanjo rabo, kasneje pa so proizvodnjo razširile na finejše izdelke iz brušenega in kristalnega stekla (Smolnik oziroma Areh). S proizvodnjo raznih vrst steklenine se je povečala tudi zaposlitev steklarskih strokovnjakov (talilci, steklobrusilci, steklorezci, slikarji na steklo). Glažute pa so zaposlovale tudi kurjače, drobilce kremena, pepelarje za žganje pepelike, ki so jo uporbljali pri taljenju kremenjaka ali kremenovega peska, lončarje za izdelavo talilnih loncev, zavijalke steklenih izdelkov in druge delavce. Med zaposlenimi so bile tudi žene in otroci. V največji pohorski glažuti (pri Rušah) je sredi 19. stoletja delalo 160 moških, 40 žensk in 52 otrok. V istem času je na Pohorju obratovalo 6 glažut, ki so skupno zaposlovale 556 ljudi.
Medtem ko so bili drvarji, pepelarji in razni drugi pomožni delavci domačini, so steklarji prvotno prihajali iz drugih avstrijskih dežel, največ iz Češke, sčasoma pa so se za steklarsko delo usposobili tudi domačini.